# Brahea sarukhanii
Brahea sarukhanii là loài thực vật có hoa thuộc họ Arecaceae. Loài này được H.J.Quero mô tả khoa học đầu tiên năm 2000.